# Unternehmen Skorpion
Das Unternehmen Skorpion (26.–27. Mai 1941) war der Deckname einer deutsch-italienischen Militäroperation während des Wüstenkrieges in Nordafrika im Zweiten Weltkrieg. Das Unternehmen wurde von Streitkräften der Achsenmächte unter dem Kommando von Oberst Maximilian von Herff durchgeführt. Das Unternehmen umfasste Gegenangriffe auf britische Stellungen am Halfaya-Pass im Nordwesten Ägyptens, die während der Operation Brevity (15.–16. Mai 1941) durch britische Truppen erobert worden waren. Unternehmen Skorpion war nach der Belagerung von Tobruk die zweite Offensive von Rommel in Afrika.
Unternehmen Skorpion erzwang den Rückzug der Briten aus dem Gebiet des Halfaya Passes. Die Briten mussten sich nach Sofafi zurückzuziehen. Die Deutschen und Italiener befestigten den Pass und bauten weitere Widerstandsnester in Richtung Sidi Azeiz als Panzerabwehrzonen aus, um einem weiteren britischen Angriff entgegenzutreten. Die Briten setzten die Vorbereitungen für die Operation Battleaxe (15.–17. Juni) fort, aber es war ein weiterer kostspieliger britischer Fehlschlag, der zur Entlassung von General Sir Archibald Wavell, Oberbefehlshaber des Nahen Ostens, und anderer hoher Offiziere führte.